# Château-Ville-Vieille
Château-Ville-Vieille è un comune francese di 343 abitanti situato nel dipartimento delle Alte Alpi della regione della Provenza-Alpi-Costa Azzurra. Si trova nel Queyras o valle del Guil.

## Monumenti e luoghi d'interesse
- Forte Queyras

## Società

### Evoluzione demografica
Abitanti censiti